# ビットコインATM

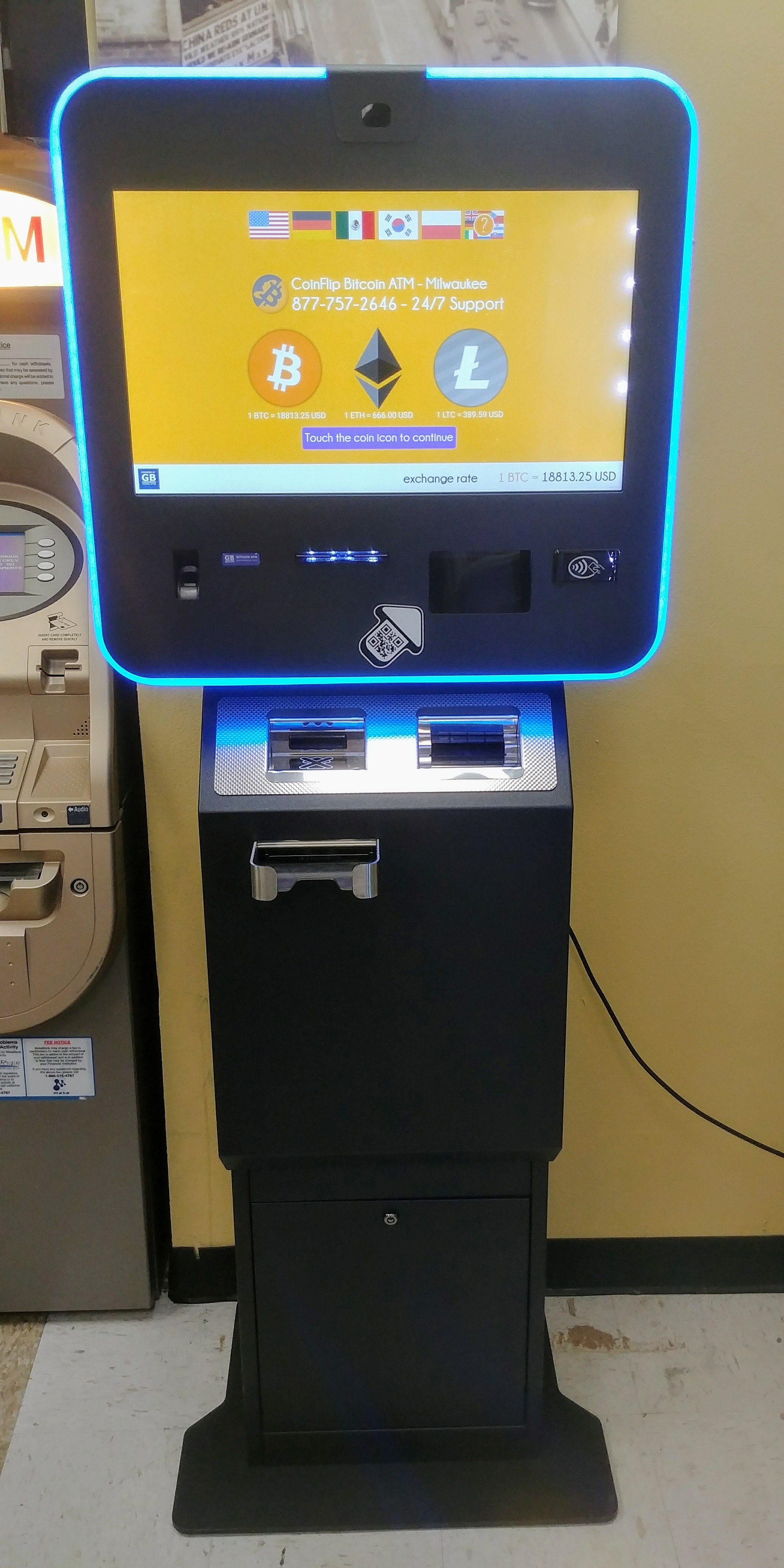
イリノイ州ピオリアの暗号通貨ATM。このATMは売買機能がついたビットコインや他の仮想通貨のためのATMで、このモデルは「双方向」であり、ユーザーがビットコインやその他の暗号通貨を売買できることを意味する。

ビットコインATM （Bitcoin ATM　現金自動預け払い機(Automated Teller Machine) ）は、現金またはデビットカードを使用してビットコインを購入できるキオスク。ビットコイン専用のATMのことを指し、これを使用すると仮想通貨から現金にすることが可能であり、仕組みは普段用いているATMと同じである。
一部のビットコインATMは、ビットコインの購入と現金でのビットコインの販売の両方を可能にする双方向機能を提供。場合によっては、ビットコインATMプロバイダーは、ユーザーがマシン上で取引するために既存のアカウントを持っていることを要求する。

ビットコインマシンには、単方向（一方向）と双方向（双方向）の2つの主要なタイプがあり、世界中のすべての暗号ATMの約30％のみが双方向であり 、米国では23％未満どちらのタイプもインターネットに接続されており、ビットコインの現金購入および/または販売が可能。
紙のレシートを使用するマシンもあれば、ブロックチェーンの公開鍵にお金を移動するマシンもある。ビットコインキャッシュキオスクは従来のATMのように見えるが、銀行口座に接続せず、代わりにユーザーをビットコインウォレットまたは取引所に直接接続。一部のビットコインATMは、ソフトウェアが改良された従来のATMであるが、銀行口座やデビットカードは必要はない。消費者金融保護局が発行した勧告によると「彼らはまた、高い取引手数料を請求する可能性があります。メディアの報道では、他の場所で得られるレートよりも7％もの高い取引手数料と50ドルの為替レートが記載されています」 

## 歴史
2013年10月29日、カナダのバンクーバーのダウンタウンにあるWavesコーヒーショップにRobocoinマシンが設置された。  
このマシンは、世界初の公的に利用可能なビットコインATMであるとされている。ただしこのロボコインは2015年に操業を停止した。 米国で最初のマシンは、2014年2月18日、ニューメキシコ州アルバカーキのシガーバーでオンライン可したものであるが  30日後に撤去された。 
2013年12月8日、ヨーロッパ初のビットコインATMがスロバキアのブラチスラバに設置された。 

### カナダ
カナダは2014年に暗号通貨の規制を承認し、施行するのに少し時間が掛かったが、それを行った最初の国である   2014年の2月カナダの財務大臣はビットコインといった仮想通貨がマネーロンダリングを防いだり、テロ対策資金調達規制を行っていく予定について言及した その年の6月、カナダ総督は、暗号通貨ビジネスをMSBとして扱う法案C-31の修正案を承認し 、カナダ財務省は2018年6月に提案された規制の草案を配布したが、法律は2019年1月の時点で、規則に含まれていないもしくは有効ではなかった。ただし、2020年7月の時点で、仮想通貨を扱う企業は、カナダの金融取引およびレポート分析センターであるFINTRACによってマネーサービスビジネス（MSB）と見なされるようになった。 
2018年、カナダ歳入庁（CRA）は、ビットコインATMの調査を依頼し、ユーザーが税法を遵守しているかどうかを調査。  2017年12月から2018年2月までの2か月間に、カナダのビットコインATMの数が20％増加したことがわかった。 スターによると2019年6月、ブリティッシュコロンビア州バンクーバーが6年前に世界初のビットコインATMが設置された都市であるが  、マネーロンダリングの懸念からマシンの禁止を検討していた。 

### アメリカ
Coin ATM Radarが調査した結果、2018年1月の段階でアメリカには2000を超えるビットコインATMが存在していた。ATMを所有する人は月に300ドル以上を稼いでいた。2020年8月までに暗号資産に関するATMの数は3倍となり9000台以上となった。  ATMの手数料は16%であるが取引所での手数料は7.5%であり ATMの手数料はだいぶ高くなっている。アメリカで使われているATMの一部はいろんな国から輸入されており、米国で運用されているビットコインATMの一部はプラハなど、世界中から輸入されている。チェコの会社GeneralBytesは、他のアメリカの都市の中でも特にラスベガスを中心にATMを設置した 

### コンプライアンス
ビットコインATMオペレーターは、ATMが設置されている法域で適用されるAML / KYC基準に従って、入出金の制限を調整する必要があり、アメリカ合衆国で一部の国/州では、送金業者の免許が必要。

## メリット
メリットは仮想通貨を売却した際にその国で使われている法定通貨を得られるという点である。

## デメリット
仮想通貨取引所で取引を行った場合の手数料よりも、ビットコインATMを用いると手数料が高くなる傾向がある。 台数が少なく、探すのが大変であるという点もデメリットといえる。

## 日本国内での設置状況
日本国内では福岡県に2台のビットコインATMが設置されていたが、2018年4月にサービスが停止した。よって日本におけるビットコインの取引が可能なビットコインATMはない。

## 海外のビットコインATM設置状況[26]
世界で見るとビットコインATMの台数は上昇している。2020年9月の段階で世界71カ国に設置されていて10000台を超えている。

## 使用手順
ウォレットをインストールした後、ビットコインATMを探す。アメリカには2000台存在しているといわれている。日本で使えるビットコインATMを探すにはBitcoin ATM マップを使用する。ただ更新が遅いので注意が必要である。ビットコインATMを探したらスマートフォンを用いた指紋認証や顔認証で本人確認を済ませQRコードをウォレットで読み込み、出金したい金額を入力する。

## 注意点
日本国内では仮想通貨で得た利益は雑所得として確定申告しなくてはならない。ビットコインを持っているだけでは利益が出ないので、税金はかからないが日本円に変換すると税金がかかる。税金がかかる場合は下記である。
- 給与所得があり1年で20万以上の利益が出たとき
- 家族の扶養に入っていて、1年に33万以上の利益が出たとき
- フリーランス、個人事業主の場合

ビットコインATMでの注意点は記録が残らないので確定申告のときにすべて自分で計算しなくてはならないところである。